# Oerstedina suffrutescens
Oerstedina suffrutescens är en tvåhjärtbladig växtart som beskrevs av L.E. Skog. Oerstedina suffrutescens ingår i släktet Oerstedina och familjen Gesneriaceae. Inga underarter finns listade i Catalogue of Life.